# Tea Rooms. Mujeres obreras
Tea Rooms. Mujeres obreras es una novela social escrita por Luisa Carnés. Fue publicada en 1934. Está basada en la experiencia de la autora que trabajó como camarera y dependienta en un conocido local de hostelería.

## Contexto
En la segunda década del siglo XX en España surgieron editoriales de ideología progresista, Biblos, la colección Vanguardia del editor Javier  Morata, la Biblioteca Internacional y la  Biblioteca  Antorcha  del Partido  Comunista  Español (PCE),  Tierra  y  Libertad  desde  el anarquismo, que querían concienciar a los lectores.  La aparición de  la  colección  La  Novela  Social,  dirigida  por  César  Falcón  e  inaugurada  por  la editorial Biblioteca Nueva en 1928 es considerada el comienzo de este fenómeno.
Cada novelista efectuaba una versión personal del compromiso, Carnés, junto a Federica Montseny y Margarita Nelken lo hicieron desde el punto de vista feminista. Ella realiza, además, un análisis político ya que pone de manifiesto la ausencia de derechos de las trabajadoras. Además habla de temas que preocupaban especialmente a las mujeres, como el divorcio, la maternidad, la educación, el matrimonio o el aborto.

## Sinopsis
La autora, de origen obrero, quiso que su novela fuera lectura para las mujeres trabajadoras. En ella retrató la sociedad de la Segunda República, especialmente la situación de las mujeres y su doble explotación, en el ámbito privado y en el público. Aunque su tono sea vanguardista, utiliza un lenguaje directo y de denuncia.
La novela plantea el surgimiento de una mujer nueva que busca la emancipación a través del trabajo. La acción gira en torno a un salón de té, cercano a la Puerta del Sol. En él consigue trabajo la protagonista, Matilde, que buscaba trabajo de mecanógrafa, y su vida se cruza con la de otras trabajadoras. Es una vida dura, de muchas horas y poco sueldo y en la que las reivindicaciones laborales son algo impensable. Traza el día a día de todos los personajes.
Se plantean dos mundos opuestos, el de los opresores y el de los oprimidos. Aquellos, el dueño y la encargada, están descritos con caracteres negativos; estos, con mayor profundidad. La autora muestra un evidente posicionamiento con el bando de los oprimidos. Ofrece tres espacios narrativos, los barrios donde están los hogares de las empleadas, la ciudad con sus tranvías, coches y piquetes de huelga y el salón de té, dividido también en espacios.

## Repercusión
Tea rooms fue uno de los libros más vendidos en su momento. Este éxito hizo posible que Carnés se convirtiera en periodista. Al acabar la guerra civil tuvo que exiliarse, lo que provocó el olvido casi total de su obra. Sin embargo, la reedición de Tea rooms: mujeres obreras, en el año 2016, hizo que volviera su popularidad.

### Teatro
Laila Ripoll versionó y dirigió la obra de teatro Tea rooms que fue estrenada en el Teatro Fernán Gómez de Madrid en 2022.

### Televisión
El 27 de septiembre de 2023 Televisión Española estrenó una adaptación libre de la obra en formato de serie diaria bajo el título La Moderna, con producción ejecutiva de Luis Santamaría y Humberto Miró ( Boomerang TV) y Fernando López Puig (RTVE).